# Júpiter calent

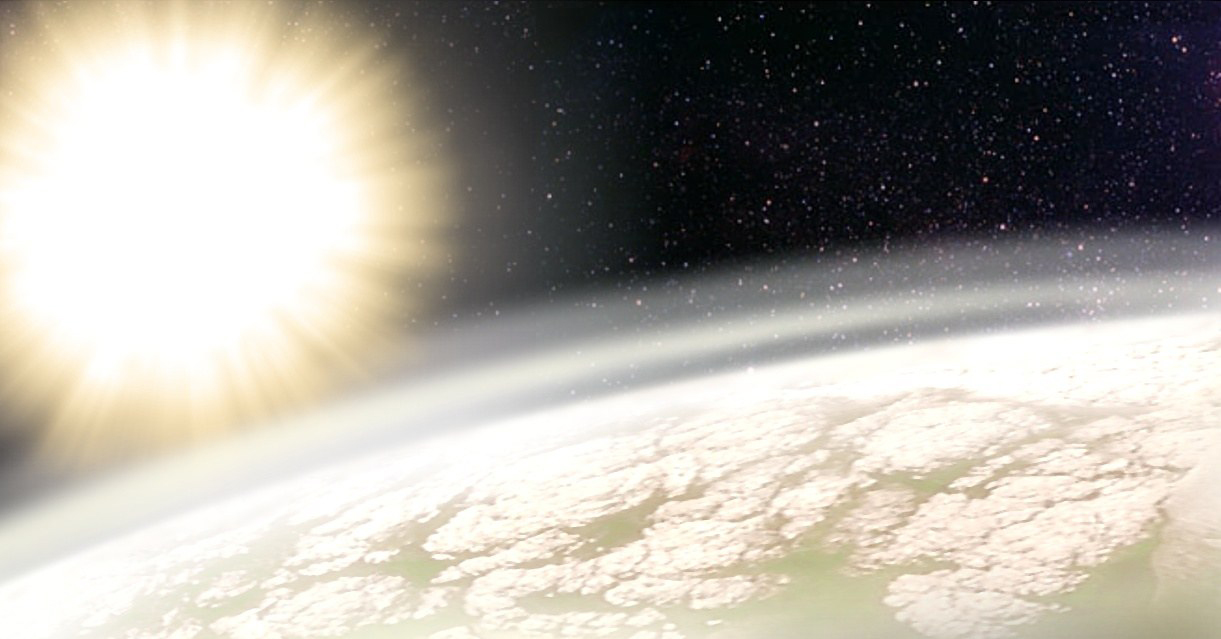
Exemple simulat d'un Júpiter calent anomenat HD209458b (Osiris)

Un Júpiter calent (també anomenat pegasidi o planeta pegasià, perquè el primer planeta descobert d'aquest tipus va ser 51 Pegasi b) és una hipotètica classe de planeta extrasolar, la massa del qual està a prop de (o excedeix) la de Júpiter (1,9 × 1027 kg), però a diferència del sistema solar, on Júpiter orbita el Sol a 5 ua, els planetes del tipus Júpiter calent ho fan aproximadament 0,05 ua de la seva estrella principal. En comparació, un Júpiter calent està aproximadament vuit vegades més a prop de la seva estrella que Mercuri al Sol. Hi ha més tipus de planetes extrasolars, com ara els Neptuns calents.
Els planetes piters calents tenen una sèrie de característiques comunes:
1. La possibilitat d'observar un trànsit davant de la seva estrella és molt major que en planetes en òrbites més allunyades.
2. Donat l'alt nivell d'insolació, la seva densitat és menor que la que tindrien en un altre cas.
3. Es pensa que en tots aquests s'ha produït migració planetària, és a dir, un moviment del planeta cap a una situació més a prop del seu estel, ja que no hi hauria d'haver material suficient tan a prop de l'estrella perquè es formi un planeta de la seva massa.
4. Tots tenen òrbites de baixa excentricitat, perquè les seves òrbites tendeixen a ser circulars pel procés de libració. Això també causa que el planeta sincronitzi la seva rotació amb el període orbital (rotació síncrona).

Els planetes tipus Júpiter calent són els planetes extrasolars més fàcils de detectar pel mètode de la velocitat radial, ja que les oscil·lacions que indueixen en el moviment de l'estrella mare són relativament grans i ràpides en comparació amb altres tipus de planetes.